# Zentrum Paul Klee
Lo Zentrum Paul Klee (Centro Paul Klee) è un museo situato a Berna, Svizzera, per la promozione e la conoscenza dell'opera dell'artista Paul Klee (1879-1940).
L'obiettivo di questo museo, progettato dall'architetto Renzo Piano ed inaugurato il 20 giugno 2005, è di presentarsi ai suoi visitatori non come un tradizionale museo, e quindi limitarsi alla solo presentazione delle opere (4.000) di Paul Klee, bensì di promuoversi come piattaforma internazionale con competenze sulla ricerca e la presentazione della persona, la vita e le opere di Paul Klee.
Oltre alle opere più conosciute si possono ammirare anche molti oggetti privati, come le marionette che lo stesso Paul fece per il proprio figlio Felix, piante secche, conchiglie minerali e soprattutto molti manoscritti che fungono da filo conduttore tra le opere e la vita dell'artista. Si possono inoltre ammirare le opere che Klee ricevette in regalo da Vasilij Kandinskij, Franz Marc e Alexej von Jawlensky.

## La storia
L'idea di realizzare un museo completamente dedicato a Paul Klee è nata grazie al succedersi di una serie di eventi iniziati con la morte dell'unico figlio di Paul Klee, Felix Klee. Dopo la morte di Felix nel 1990, il patrimonio della famiglia venne diviso tra la vedova, Livia Klêe-Meyer, e il nipote Alexander. Due anni più tardi il nipote di Paul Klee, Alexander, dichiarò la disponibilità da parte della famiglia alla donazione di gran parte della raccolta in loro possesso a patto che i responsabili del Kunstmuseum di Berna e i responsabili del canton Berna si fossero impegnati a realizzare un museo con le opere di Paul Klee.
Nel 1997, con la donazione di 690 opere fatta da Livia alla città e al canton Berna, si compì il passo decisivo per dare il via alla nascita del progetto di un museo dedicato a Paul Klee, che le istituzioni si impegnarono a realizzare. Nel 1998 anche Alexander Klee ufficializzò la sua donazione, cedendo circa 850 tra opere e documenti in suo possesso e nello stesso anno la fondazione Paul Klee cedette tutte le opere (circa 2.600) di Paul Klee in loro possesso al Centro Paul Klee. Con queste due ultime donazioni il Centro Paul Klee è entrato in possesso del 40% circa delle opere di Paul Klee, facendone una delle più importanti raccolte al mondo di un solo autore.
Nel novembre del 1998 venne deciso il sito su cui sarebbe dovuto sorgere l'edificio progettato da Renzo Piano e, con la donazione di 40 milioni di franchi svizzeri fatta dal Prof. Maurice E. Müller e da sua moglie Martha Müller-Lüthi venne anche assicurato il finanziamento (110 milioni di franchi svizzeri ottenuti da privati, sponsor e enti pubblici) del progetto, approvato nel settembre del 2001.